# Jeremias Chitunda
Jeremias Kalandula Chitunda (20 de febrer de 1942 – 2 de novembre de 1992) va ser vicepresident de la Unió Nacional per a la Independència Total d'Angola (UNITA) fins al seu assassinat en l'anomenada massacre de Halloween, poc després de la primera ronda de les eleccions presidencials angoleses de 1992 que es van celebrar els dies 29 de setembre i 30 de setembre d'aquest mateix any. Era, per tant, el segon del partit UNITA, per sota de Jonas Savimbi.

## Educació
Chitunda va néixer a Chimbuelengue i era fill d'Emilio Chitunda i Rosalinda Kalombo. Va assistir als col·legis de Chimbuelengue i de la Missió Dondi a Bela Vista abans d'estudiar en l'institut João de Castro i a l'escola secundària nacional de Huambo. Posteriorment va rebre una beca per estudiar a la Universitat d'Arizona, on va obtenir el títol d'Enginyer de Mines.

## Carrera política
Chitunda es va traslladar des d'Angola a Zaire perquè temia ser arrestat per les autoritats colonials portugueses. Es va unir a UNITA el 1966 i va actuar com el seu representant al sud-oest dels Estats Units abans de ser ascendit a representant als Estats Units, el 1976. L'agost de 1986 va ser nomenat vicepresident d'UNITA en el V congrés del partit.

## Assassinat
El 1992, després de dècades de guerra entre UNITA i el governant MPLA, es van programar les primeres eleccions presidencials. José Eduardo dos Santos va rebre oficialment el 49,57% dels sufragis, mentre que el líder de UNITA Jonas Savimbi va obtenir un 40,6%. Com cap dels dos candidats va superar el 50% dels vots, es va obrir la segona ronda de les eleccions, entre Dos Santos i Savimbi.
Savimbi, junt amb molts altres observadors, va dir que les eleccions no havien estat netes ni lliures. Va enviar Chitunda, llavors vicepresident d'UNITA i a Elias Salupeto Pena, assessor d'UNITA, a Luanda per negociar els termes de la segona ronda.
El procés electoral es va interrompre el dia 31 d'octubre de 1992, quan les tropes governamentals van atacar UNITA. La població civil, que portava pistoles que havien rebut de la policia uns dies abans, va dur a terme batudes casa per casa conjuntament amb la Policia d'Intervenció Ràpida i va assassinar centenars de seguidors d'UNITA. El govern va introduir als civils en camions i els va conduir al cementiri de Camma i al barranc de Morro da Luz, els van disparar i els van enterrar en una fossa comuna. El dia 2 de novembre de 1992 els agressors van assaltar el comboi de Chitunda, el van treure amb un altre membre d'UNITA de l'automòbil en el que anaven i els van disparar a la cara.
La televisió pública angolesa va mostrar els cossos de Chitunda i Pena. A data d'avui, els cadàvers no han estat lliurats a les seves famílies per ser sebollits i el seu parador no ha estat revelat pel govern angolès.